# Clearwater (Minnesota)
Clearwater é uma cidade localizada no estado americano de Minnesota, no Condado de Stearns e Condado de Wright.

## Demografia
Segundo o censo americano de 2000, a sua população era de 858 habitantes.
Em 2006, foi estimada uma população de 1477, um aumento de 619 (72.1%).

## Geografia
De acordo com o United States Census Bureau tem uma área de
3,3 km², dos quais 3,0 km² cobertos por terra e 0,3 km² cobertos por água. Clearwater localiza-se a aproximadamente 290 m acima do nível do mar.

## Localidades na vizinhança
O diagrama seguinte representa as localidades num raio de 20 km ao redor de Clearwater.